# Joseph Bechtel

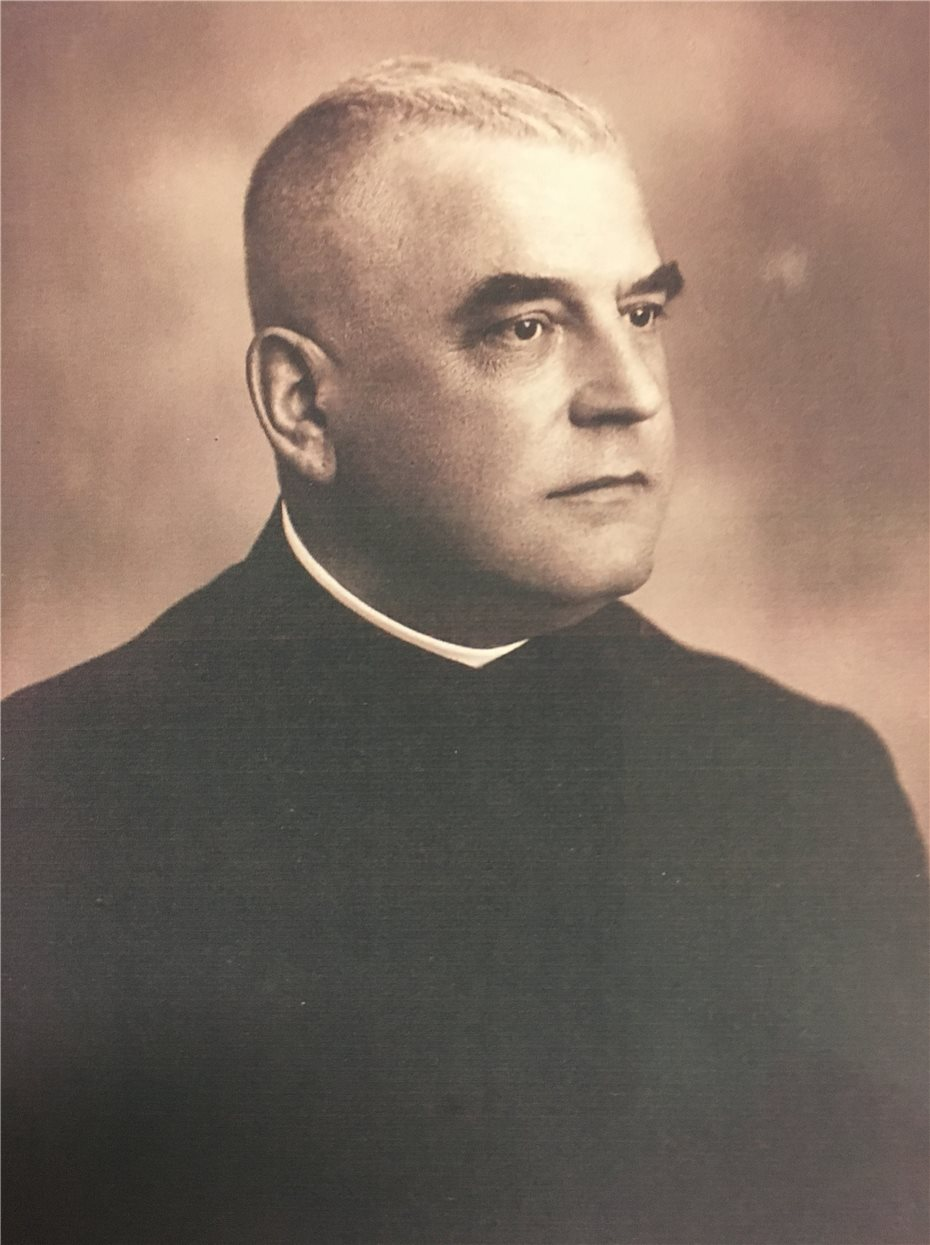
Pfarrer Joseph Bechtel

Joseph Bechtel (* 18. Juli 1879 in Kinheim; † 12. August 1942 in Dachau) war römisch-katholischer Priester. Er starb im Konzentrationslager Dachau als Verfolgter des NS-Regimes.

## Leben
Joseph Bechtel wurde als Sohn des Winzerehepaares Nikolaus Bechtel und Theresia (geb. Dambly) geboren. Als Internatsschüler im Bischöflichen Konvikt in Trier absolvierte er 1902 sein Abitur am Friedrich-Wilhelm-Gymnasium. Nachdem er am 31. März 1906 im Trierer Dom die Priesterweihe empfangen hatte, bekleidete Bechtel Seelsorgsämter in St. Nikolaus in Bad Kreuznach (1906–1911), St. Nikolaus in Norath (1911–1919) sowie in St. Kastor in Macken (1919–1929). Am 20. September 1929 übernahm er die Pfarrstelle von St. Cyriakus in Niedermendig, die damals 3000 Katholiken zählte. Seine konservative Einstellung und ein Streit mit dem lokalen Bürgerverein führte früh zur Gegnerschaft des späteren Ortsgruppenleiters der NSDAP Niedermendig. Nach der Machtergreifung 1933 wurde Bechtel als Mitglied der Zentrumspartei bereits von Spitzeln beobachtet und von den Nationalsozialisten schikaniert. Eine Gestapo-Akte, die auch frühere Vergehen beinhaltete, wurde 1936 angelegt, weil er in Niedermendig am 9. November 1935, dem Gedenktag des Hitlerputsches, die Kirche und das Pfarrhaus nicht mit der Hakenkreuzfahne beflaggt hatte. Am 31. August 1937 wurde ihm seine Zulassung für den Religionsunterricht entzogen und Teile der Pfarrbücherei wurden beschlagnahmt. 1938 musste die Fronleichnamsprozession örtlich verlegt werden. Die Schikanen der Nationalsozialisten, besonders gegenüber katholischen Amtsträgern, waren damals weit verbreitet, um die Position der Kirche, insbesondere in Bezug auf die Jugendarbeit, zu schwächen. Pfarrer Bechtel setzte sich für den jüdischen Viehhändler Moses Eggener und den Chefarzt des katholischen Krankenhauses Dr. Paul Olbertz ein, den die Nationalsozialisten wegen dessen jüdischer Ehefrau zu verdrängen versuchten.
Am 10. Oktober 1940 wurde Bechtel gemeinsam mit seinem Kaplan Peter Schlicker von Charlotte Schmitt, der Witwe des Kriegsinvaliden Joseph Schmitt, wegen „Beeinflussung eines Sterbenden“ angezeigt. Sie stellte die von ihrem verstorbenen Mann gewünschte und genehmigte Rekonziliation infrage. Schmitt war durch die Eheschließung mit seiner evangelischen Gattin vom Empfang der Sakramente ausgeschlossen, wünschte sich jedoch eine katholische Beerdigung und die Erteilung der Sterbesakramente. Er bereute gegenüber Kaplan Schlicker diese Verbindung, worauf dieser am 10. April 1940 Schmitt mit bischöflicher Erlaubnis bestattete. Pfarrer Joseph Bechtel unterstützte ausdrücklich das Vorgehen seines Kaplans, da beide übereinstimmend akribische Vertreter des damaligen strengen katholischen Kirchenrechts waren, kontrastierend zu ihrer persönlichen Opferbereitschaft und mildtätigen Großherzigkeit, wegen der sie von Mendiger Zeitzeugen übereinstimmend gerühmt wurden.

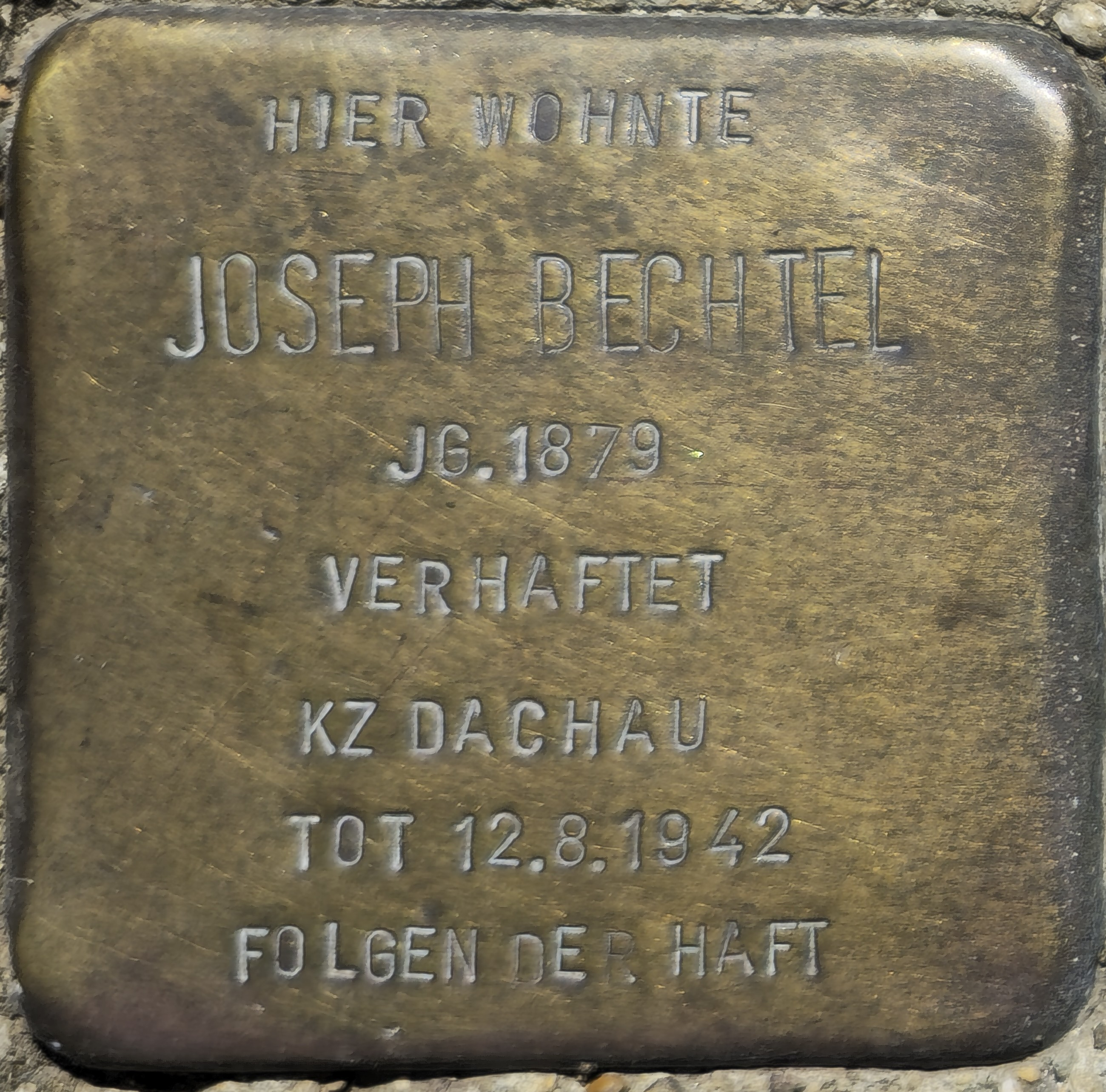
Stolperstein in Trier, Jesuitenstraße 13

Josef Bechtel und Peter Schlicker wurden im November 1940 von der Gestapo zunächst verhört und am 9. Januar 1941 nach Koblenz in Schutzhaft gebracht. Am 7. Februar wurde Bechtel mit der Häftlingsnummer 23648 zusammen mit seinem Kaplan in das KZ Dachau deportiert. Nach einem kurzen Aufenthalt in der Nervenheilanstalt Andernach, der auf Bitten von Bechtels leiblicher Schwester zustande kam, kehrte er am 16. Mai 1941 endgültig nach Dachau zurück. Die Verurteilung von Charlotte Schmitt als Ehe-Betrügerin 1942 führte nicht zu einer Annullierung der Haft. Bemühungen eines Rechtsanwalts, der für die Bischöfliche Kurie arbeitete, und Gnadengesuche seitens seiner Familien blieben ohne Erfolg. Geschwächt durch Hunger, Herzschwäche und die Haftbedingungen in Dachau starb Bechtel am 12. August 1942, offiziell an Rippenfellentzündung.
Die Römisch-katholische Kirche in Deutschland hat Pfarrer Josepf Bechtel als Märtyrer aus der Zeit des Nationalsozialismus in das deutsche Martyrologium des 20. Jahrhunderts aufgenommen.
Vor dem Priesterseminar in Trier wurde 2005 für Bechtel und sechs weitere Opfer, unter ihnen Kaplan Peter Schlicker, ein Stolperstein verlegt. Joseph Bechtel ist Schulpatron der Grundschule Mendig, wo die Erinnerung an ihn bis heute hochgehalten wird.